# Mistrzostwa Polski Par Klubowych na Żużlu 2004
Mistrzostwa Polski Par Klubowych na Żużlu 2004 – zawody żużlowe, mające na celu wyłonienie medalistów mistrzostw Polski par klubowych w sezonie 2004. Rozegrano trzy turnieje eliminacyjne oraz finał, w którym zwyciężyli zawodnicy Apatora Toruń.

## Finał
- Toruń, 30 lipca 2004
- Sędzia: Tomasz Proszowski

| Miejsce | Kluby                         | Suma | Zawodnicy                                                   | Punkty                                           |
| ------- | ----------------------------- | ---- | ----------------------------------------------------------- | ------------------------------------------------ |
| złoto   | Apator Adriana Toruń          | 26   | Piotr Protasiewicz Wiesław Jaguś Adrian Miedziński          | 11 (2,1,2,1,3,2) 15 (3,3,3,3,0,3) ns             |
| srebro  | Unia Tarnów                   | 21   | Marcin Rempała Janusz Kołodziej Tomasz Gollob               | 8 (–,2,2,2,d,2) 1 (1,–,–,d,–,–) 12 (0,3,3,–,3,3) |
| brąz    | Lotos Gdańsk                  | 19   | Tomasz Chrzanowski Robert Kościecha Krzysztof Jabłoński     | 12 (2,2,2,2,2,2) 7 (3,w,3,0,1,0) ns              |
| 4       | GTŻ Kunter Grudziądz          | 17   | Mariusz Puszakowski Łukasz Pawlikowski Krzysztof Buczkowski | 13 (3,3,d,3,3,1) 3 (1,1,–,1,0,–) 1 (–,–,1,–,–,0) |
| 5       | Marma Polskie Folie Rzeszów   | 16   | Maciej Kuciapa Karol Baran Rafał Trojanowski                | 3 (1,0,2,–,–,–) 11 (0,3,3,1,2,2) 2 (–,–,–,0,1,1) |
| 6       | ZKŻ Quick-Mix Zielona Góra    | 15   | Piotr Świst Andrzej Huszcza Rafał Okoniewski                | 6 (1,0,–,2,2,1) 5 (2,1,d,–, 1,–) 5 (–,–,1,–,3)   |
| 7       | Złomrex Włókniarz Częstochowa | 9    | Grzegorz Walasek Sebastian Ułamek Rafał Osumek              | 11 (2,2,1,3,3,d) 0 (w,–,–,–,–,–) 0 (–,d,0,d,d,–) |